# Anthephora pubescens
Anthephora pubescens är en gräsart som beskrevs av Christian Gottfried Daniel Nees von Esenbeck. Anthephora pubescens ingår i släktet Anthephora och familjen gräs. Inga underarter finns listade i Catalogue of Life.